# یوسوکه کامیجی
یوسوکه کامیجی (انگلیسی: Yusuke Kamiji؛ زادهٔ ۱۸ آوریل ۱۹۷۹) یک موسیقی‌دان اهل ژاپن است.